# 訃報 1982年1月
訃報 1982年1月（ふほう 1982ねん1がつ）では、1982年（昭和57年）1月中に物故した、又は物故が報じられた人物についてまとめる。

## （1日 - 15日）

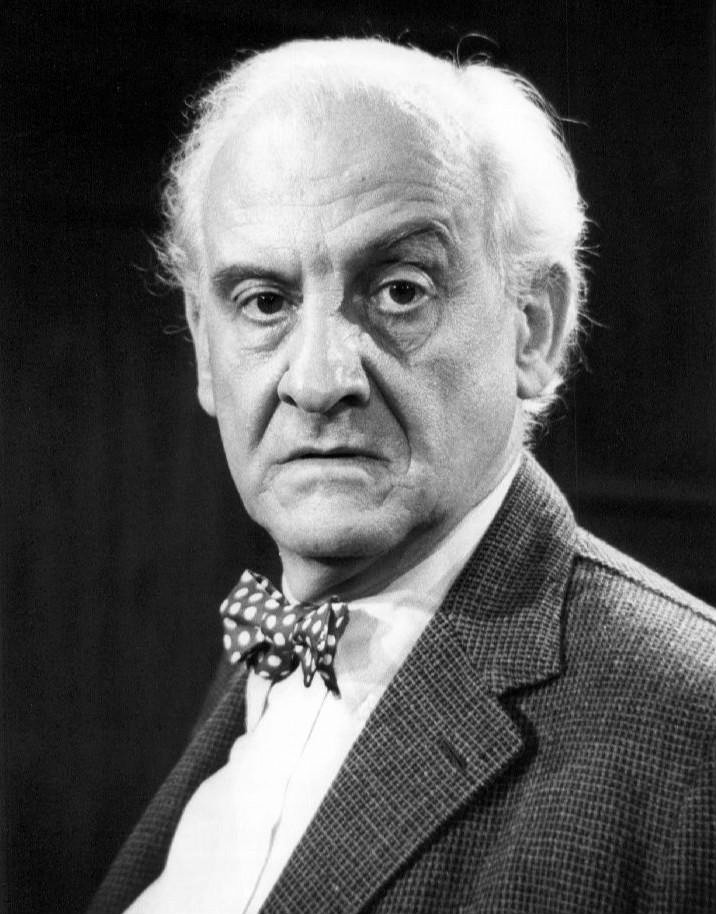
ハンス・コンリード／1月5日没

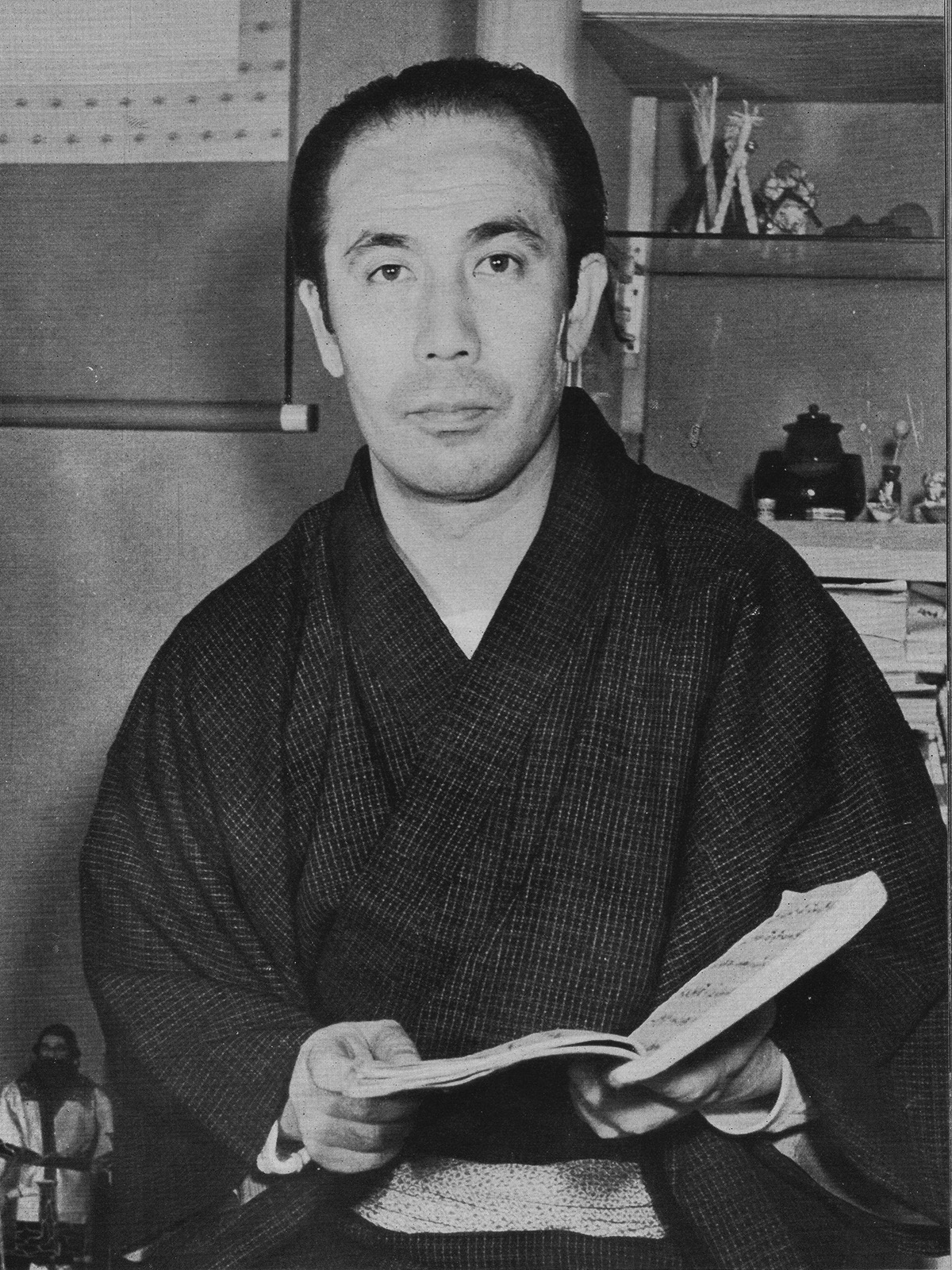
松本白鸚／1月11日没

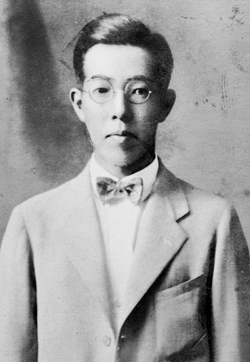
堀越二郎／1月11日没

- 1月3日 - 北村寿夫、脚本家・児童文学作家（*1895年）
- 1月5日 - ハンス・コンリード、俳優（*1917年）
- 1月11日 - 松本白鸚 (初代)、歌舞伎俳優 （*1910年）
- 1月11日 - 堀越二郎[1]、航空技術者 （*1903年）

## （16日 - 31日）

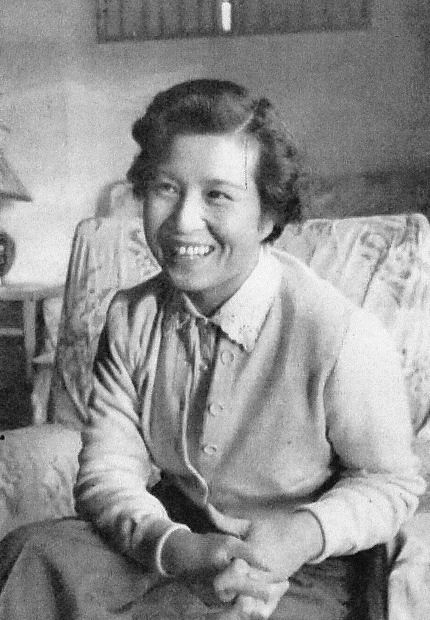
三益愛子／1月18日没

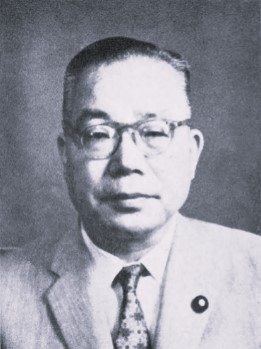
杉原荒太／1月20日没

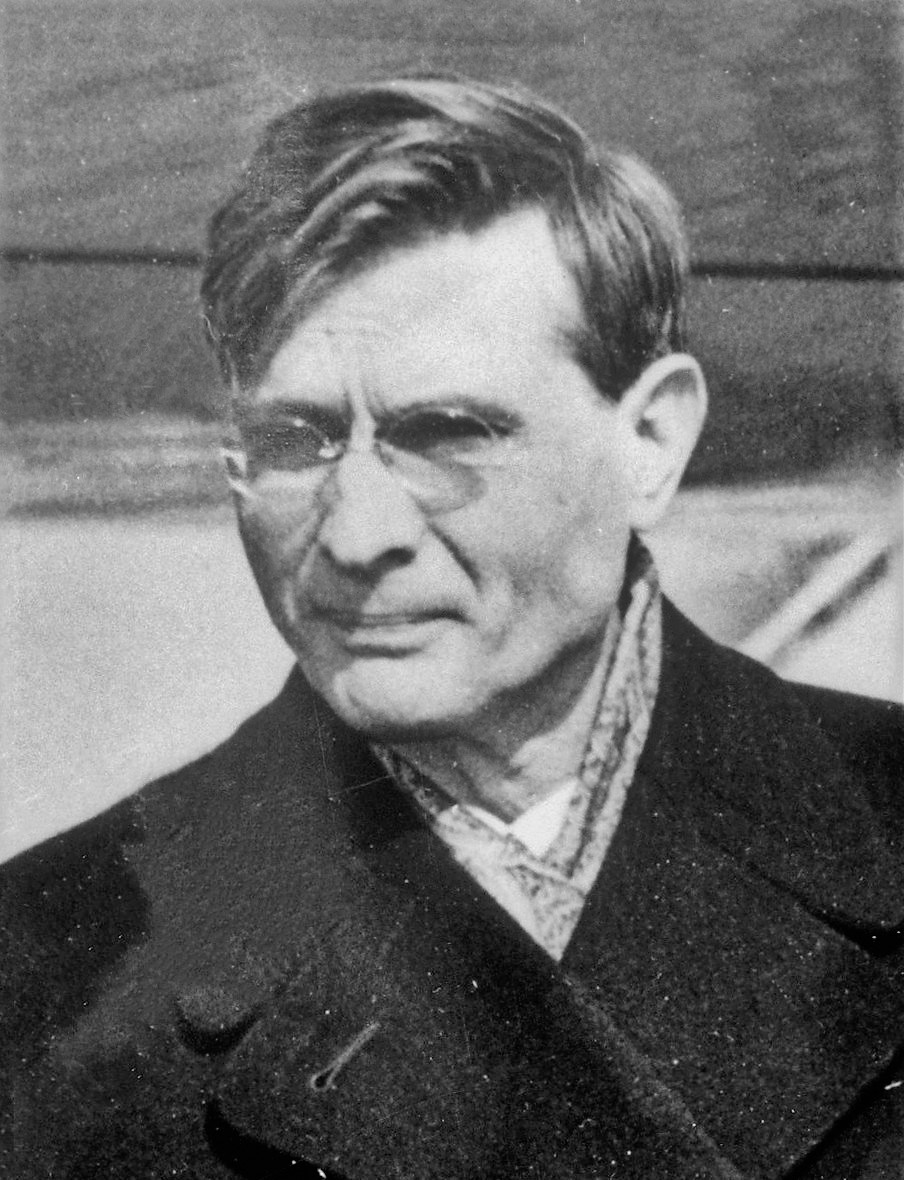
ミハイル・スースロフ／1月25日没

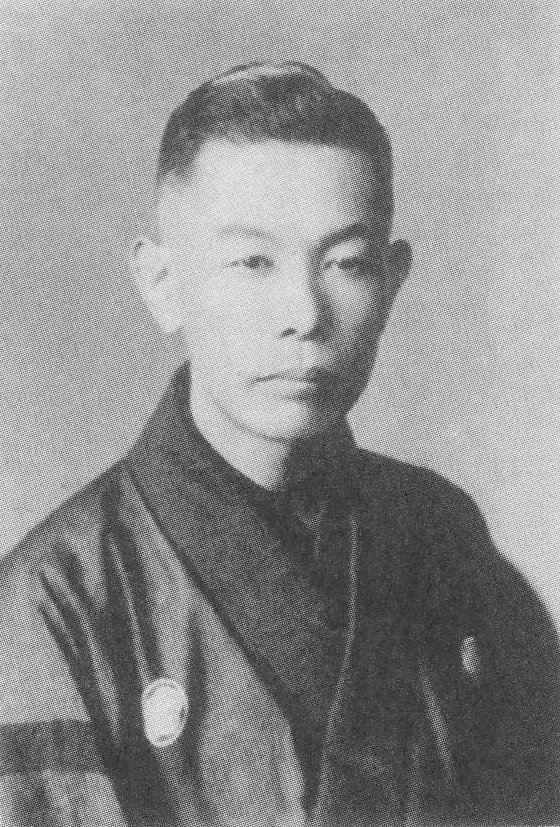
林家彦六／1月29日没

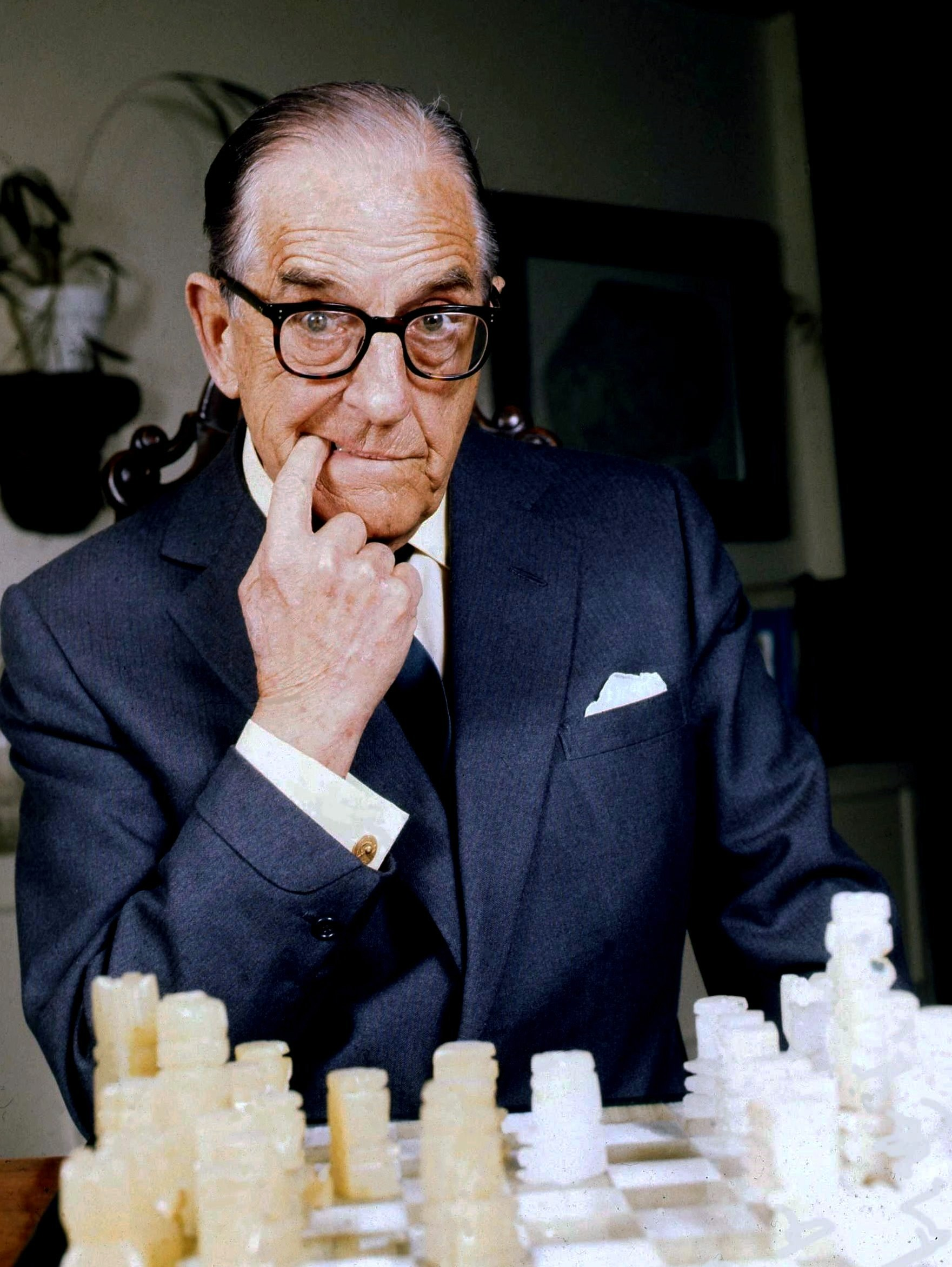
スタンリー・ホロウェイ／1月30日没

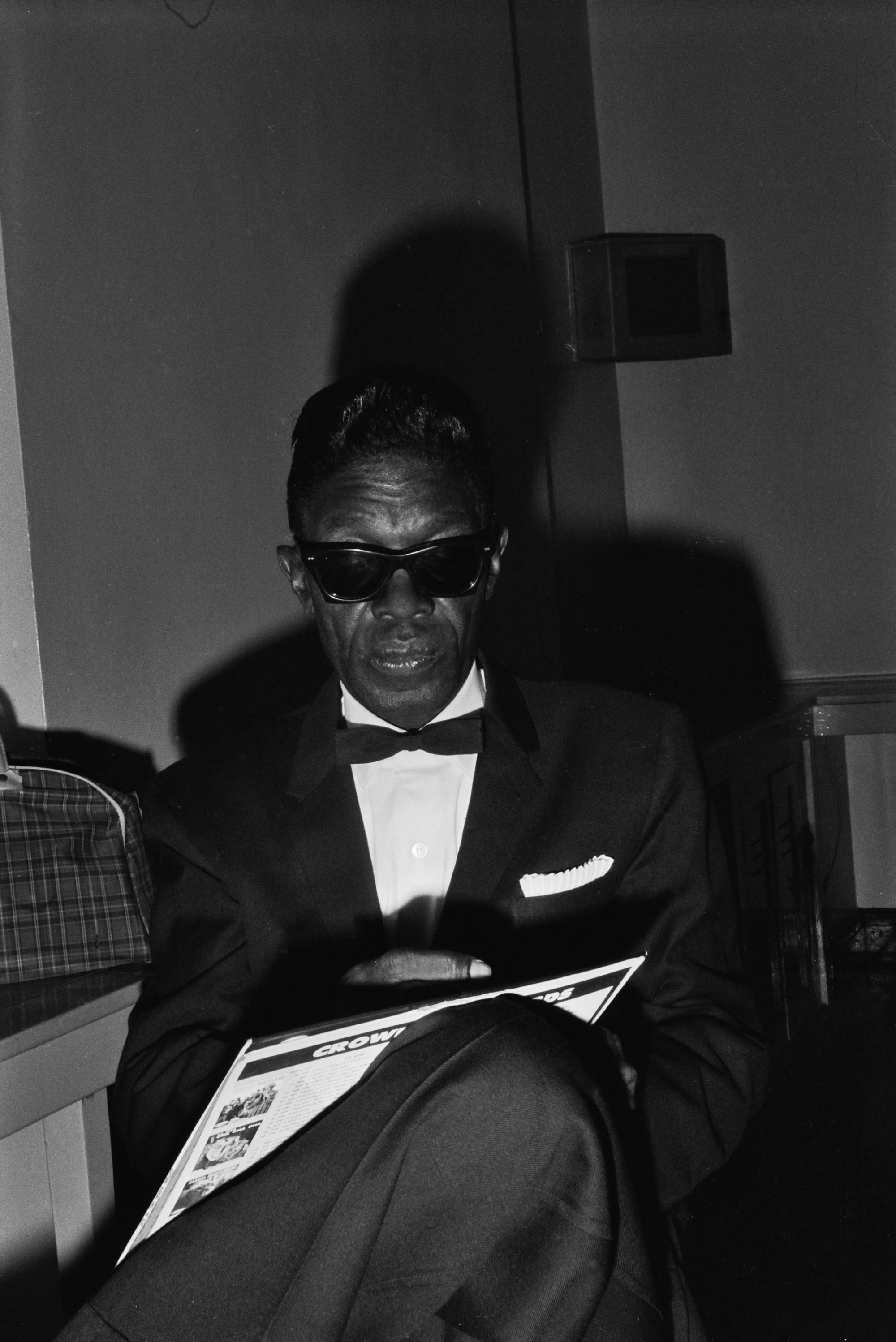
ライトニン・ホプキンス／1月30日没

- 1月18日 - 三益愛子、女優（* 1910年）
- 1月20日 - 杉原荒太、元防衛庁長官（* 1899年）
- 1月20日 - 赤沢正道、元自治大臣・元国家公安委員長（* 1907年）
- 1月25日 - ミハイル・スースロフ、ソ連共産党イデオロギー担当書記（* 1902年）
- 1月29日 - 林家彦六、落語家 （*1895年）
- 1月30日 - スタンリー・ホロウェイ、俳優（* 1890年）
- 1月30日 - ライトニン・ホプキンス、ブルース・ミュージシャン （*1912年）